# Alex Plank
Pour les articles homonymes, voir Plank.
Alexander « Alex » Plank (né en 1986) est un militant de l'autisme, cinéaste, acteur, et créateur du site web Wrong Planet. Il est connu pour son travail de consultation sur la série The Bridge de la chaîne de télévision FX. Diagnostiqué avec un Syndrome d'Asperger à l'âge de 9 ans, il lance le site Wrong Planet en 2004, afin de trouver d'autres personnes comme lui sur Internet. Lorsque la popularité de Wrong Planet augmente, Plank est de plus en plus fréquemment mentionné dans les médias grand public dans des articles relatifs à l'autisme, au syndrome d'Asperger et au mouvement pour les droits des personnes autistes,,.

## Enfance et adolescence
Selon Steve Silberman dans NeuroTribes, enfant, Alex Plank a été victime d'intimidation, d'exclusion, et ridiculisé par ses pairs. Il découvre par hasard son diagnostic du syndrome d'Asperger posé à l'âge de neuf ans en fouillant dans les dossiers de ses parents. Au cours de son adolescence, après des recherches infructueuses de personnes autistes sur Internet, il crée avec Dan Grover le site communautaire Wrong Planet, à l'âge de 17 ans. La médiatisation de cette communauté en ligne, créée par deux adolescents, contribue à lui donner de la notoriété.
Alex Plank contribue à la Wikipédia en anglais depuis l'âge de 16 ans, dans les domaines variés, totalisant plus de 10 000 contributions. Il est également développeur Linux depuis l'adolescence.
La création de Wrong Planet par Alex Plank est citée en matière d'éducation spécialisée par de nombreuses universités[Lesquelles ?] aux États-Unis[pas clair]. L'ouvrage de Hallahan et Kaufman, où l'histoire d'Alex Plank est citée, est utilisé dans des programmes universitaires tels que ceux de l'Université de Virginie, l'Université George Mason ou l'Université d'État de l'Oregon.

## Visibilité médiatique
En 2010, Plank commence à intervenir à la télévision sur Internet via le programme appelé Autism Talk TV. Le projet est parrainé par Autism Speaks. Rosie O'Donnell et John Elder Robison parlent de l'émission de Rosie Radio. Un article en première page[réf. souhaitée] du New York Times, intitulé "Navigating Love and Autism", écrit par Amy Harmon, a été publié en décembre 2011 sur la relation amoureuse entre deux autistes co-hôtes, Jack Robison et Kirsten Lindsmith. Alex Plank, Wrong Planet et Autism Talk TV sont cités.
Alex Plank interprète un personnage avec syndrome d’Asperger dans la saison 2 de la série Good Doctor, dont le personnage principal est autiste et interne en chirurgie.

## Activité pour la série téléviséeThe Bridge
Alex Plank est consultant pour la série TV The Bridge et travaille avec Diane Kruger sur le développement de son personnage. Il fait ses débuts à l'écran dans le dernier épisode de la première saison, où il interprète le rôle du stagiaire à l'El Paso Times. Diane Kruger a déclaré que Plank était sur le plateau tous les jours, allait dans la salle des auteurs, et a "contribué" à la fois à son jeu d'actrice et au scénario,. Kruger a également déclaré que, tout en travaillant sur la série, elle a passé plus de temps avec Plank qu'avec son partenaire et ses amis. Plank a introduit des caractères autistiques au personnage de Sonya Cross, y compris les auto-stimulations et le malaise quant au contact visuel.
La manière dont Plank s'est engagé à travailler sur The Bridge est atypique. Il aurait été appelé à l'improviste par un exécutif[pas clair] à FX qui avait entendu parler de lui.

## Militantisme dans le domaine de l'autisme
Alex Plank a voyagé en France en février 2012 pour diriger un documentaire, intitulé Shameful (« Honteux »), concernant la façon dont l'autisme est considéré et traité en France. Le film a été présenté dans des publications en France et aux États-Unis. Un trailer a été publié en juillet 2012. Avec le militant français David Heurtevent, Plank a fondé Autism Rights Watch, une ONG dont il est président.
En 2006, Alex Plank a été poursuivi en justice par les victimes d'un membre du site Wrong Planet âgé de 19 ans, William Freund, qui a tiré sur deux personnes et lui-même à Aliso Viejo, en Californie. Il est apparu sur Good Morning America et Fox News, pour discuter de l'incident.
Plank a donné le discours d'ouverture de l′Autism Society of America pendant la conférence nationale en 2010,,. Il a également prononcé le discours à la conférence ASCEND de San Francisco.